# Харди, Джеймс
Джеймс Херберт «Джим» Харди (англ. James Herbert "Jim" Hardy; 15 января 1923, Сан-Франциско, Калифорния — 20 сентября 1986, Принсвилл, Гавайи) — американский гребец, выступавший за сборную США по академической гребле в конце 1940-х годов. Чемпион летних Олимпийских игр в Лондоне, победитель и призёр многих студенческих регат.

## Биография
Джеймс Харди родился 15 января 1923 года в городе Сан-Франциско, штат Калифорния.
Начал заниматься академической греблей в старшей школе Balboa High School, в 1940 году в составе школьной команды выиграл городское первенство Сан-Франциско.
Во время Второй мировой войны служил в медицинском корпусе Армии США.
По окончании войны в 1946 году уволился из армии в звании второго лейтенанта и поступил в Калифорнийский университет в Беркли, где продолжил занятия греблей. Состоял в местной гребной команде «Калифорния Голден Бирс», неоднократно принимал участие в различных студенческих регатах.
Наивысшего успеха в гребле на международном уровне добился в сезоне 1948 года, когда вошёл в основной состав американской национальной сборной и благодаря череде удачных выступлений удостоился права защищать честь страны на летних Олимпийских играх в Лондоне. В составе распашного экипажа-восьмёрки с рулевым в финале обошёл всех своих соперников, в том числе более чем на 10 секунд опередил ближайших преследователей из Великобритании, и тем самым завоевал золотую олимпийскую медаль.
Окончил университет в 1949 году, получив степень в области гражданской инженерии, и затем работал по специальности инженером-дорожником.
Умер 20 сентября 1986 года в Принсвилле в возрасте 63 лет.